# گرگوری تی لینتریس
گرگوری تی لینتریس (به انگلیسی: Gregory T. Linteris) فضانورد اهل کشور ایالات متحده آمریکا است که در ۴ اکتبر ۱۹۵۷ میلادی در انگلوود، نیوجرسی زاده شد. وی در مأموریت اس‌تی‌اس-۸۳، اس‌تی‌اس-۹۴ حضور داشته است.